# Mladá Domamyšl
Mladá Domamyšl (německy Neu Domamischl) je osada, součást obce Vodice v okrese Tábor v Jihočeském kraji. Nachází se v katastrálním území Domamyšl, asi 10 km západně od Pacova a asi 22 km severovýchodně od centra Tábora.
V Mladé Domamyšli jsou registrována tři čísla popisná (23, 24, 29) a dvě čísla evidenční (1, 2). Osada byla založena roku 1850.